# Sousoší Nový věk
Sousoší Nový věk vytvořil sochař Vincenc Makovský pro československý pavilon na mezinárodní výstavu Expo 1958 v Bruselu. Původní pojmenovaní sousoší bylo Atomový věk. Plastika obdržela Velkou cenu světové expozice v Bruselu. Originál sousoší je od roku 1959 umístěn před hlavním vchodem do areálu Brněnských veletrhů a výstaviště, kde je od roku 1964 památkově chráněn. Kopie sousoší je umístěna v Praze.

## Popis
Sousoší ukazuje muže a ženu, mezi nimiž je stylizované slunce, které je alegorií nadcházejícího atomového věku. Muž v plášti, držící v ruce svitky s plány, představuje alegorii Vědy, bosá žena s věncem z listoví v antickém typu šatů s ovocem v levé ruce a snopem obilí v pravé ruce znázorňuje Zemědělství. Plastika je umístěna na železobetonovém, vertikálně členěném podstavci s kamenným obkladem.
Mezi ženskou a mužskou figurou je hvězda-krystal, jejíž do stran se rozbíhající paprsky znázorňují mohutný výbuch rodící se hmoty. Jde o slunce, jehož novotvar trhajících se hmot Makovský vytvořil jako interpretaci současného pohledu na vesmír.

## Odlitek
V 70. letech 20. století byl vytvořen bronzový odlitek coby kopie originálu. Je umístěn na železobetonovém podstavci před Novou budovou Národního muzea. V roce 2014 proběhla jeho restaurace.